# Diego Collado
Diego Collado ou Didacus Colladus en latin (mort en 1638) est un missionnaire chrétien né à la fin du XVIe siècle à Miajadas dans la province d'Estrémadure en Espagne. Il entra dans l'ordre des Prêcheurs vers 1600 à Salamanque, et débarqua au Japon en 1613.

## Travaux
- Ars grammaticae Iaponicae linguae (Latin, 1632)
- Dictionarium sive thesauri linguae Iaponicae compendium (Latin and Spanish, 1632)
- Niffon no Cotõbani Yô Confesion / Modus Confitendi et Examinandi (Japanese and Latin, 1632)
- Formula protestandae fidei (Latin, ????)
- Historia eclesiástica de los sucesos de la cristianidad del Japón desde el año de MDCII, que entró en él la orden de predicadores hasta el de MDCXXI por el P. Hiacintho Orfanel, anadida hasta el fin del ano MDCXXII por el Padre Fray Diego Collado (Spanish, 1633)
- Dictionarium linguae sinensis cum explicatione Latina et hispanica charactere sinensi et Latino (Latin and Spanish, 1632)